# Earias clorana
Earias clorana là một loài bướm đêm thuộc họ Nolidae. Nó được tìm thấy ở châu Âu.
Sải cánh dài 16–20 mm. Con trưởng thành bay từ tháng 5 đến tháng 8 tùy theo địa điểm.
Ấu trùng ăn various Salix species.

## Hình ảnh

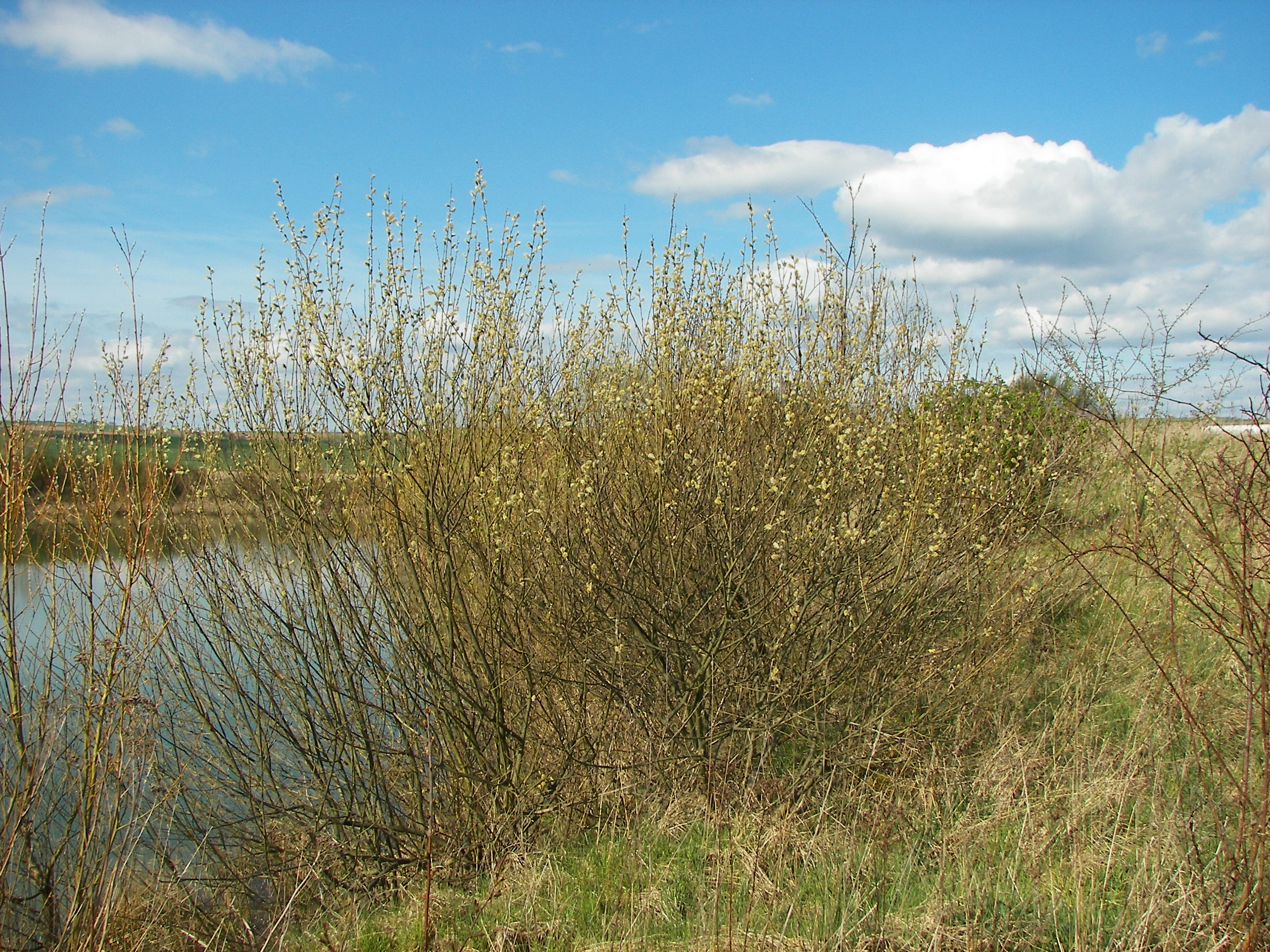
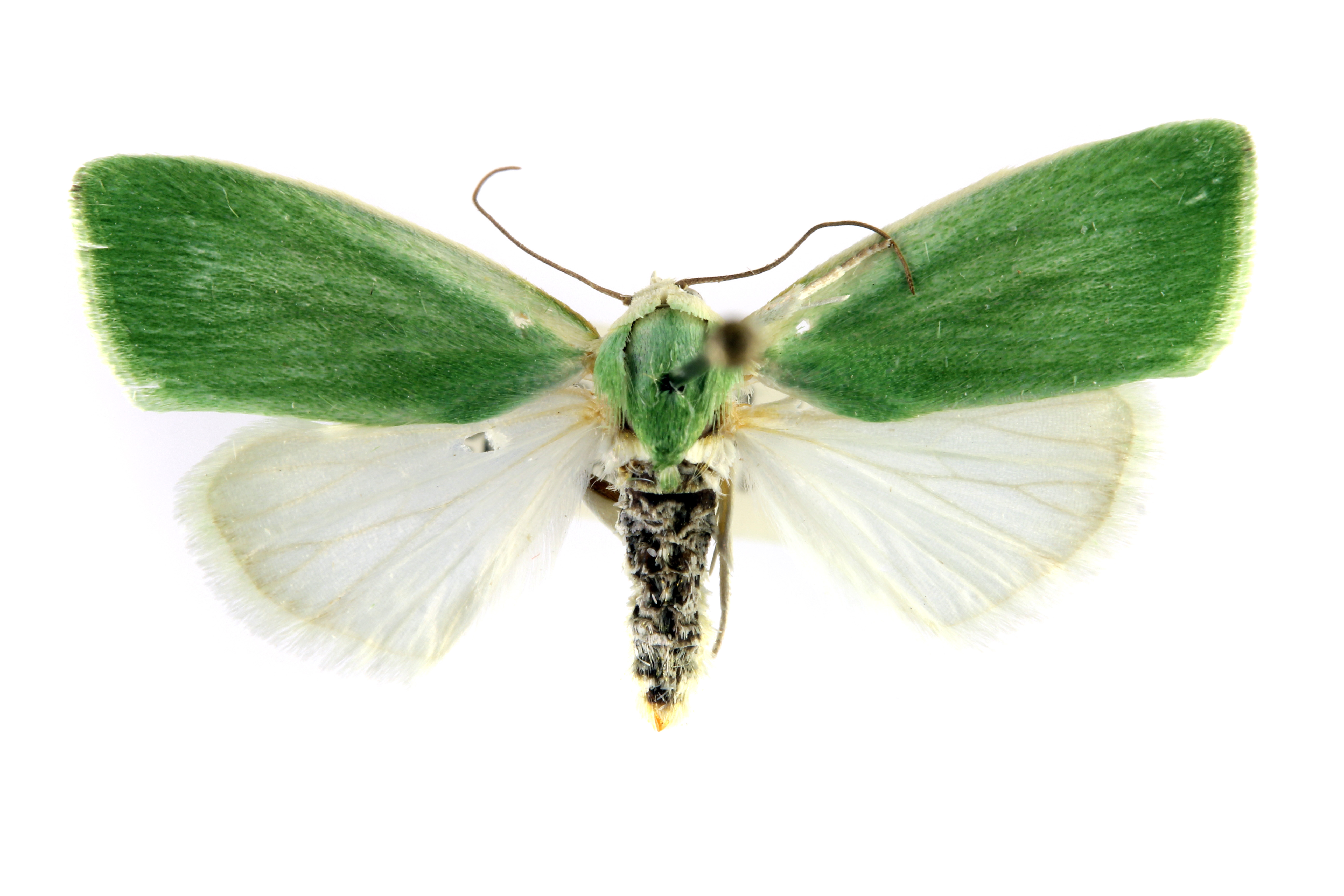
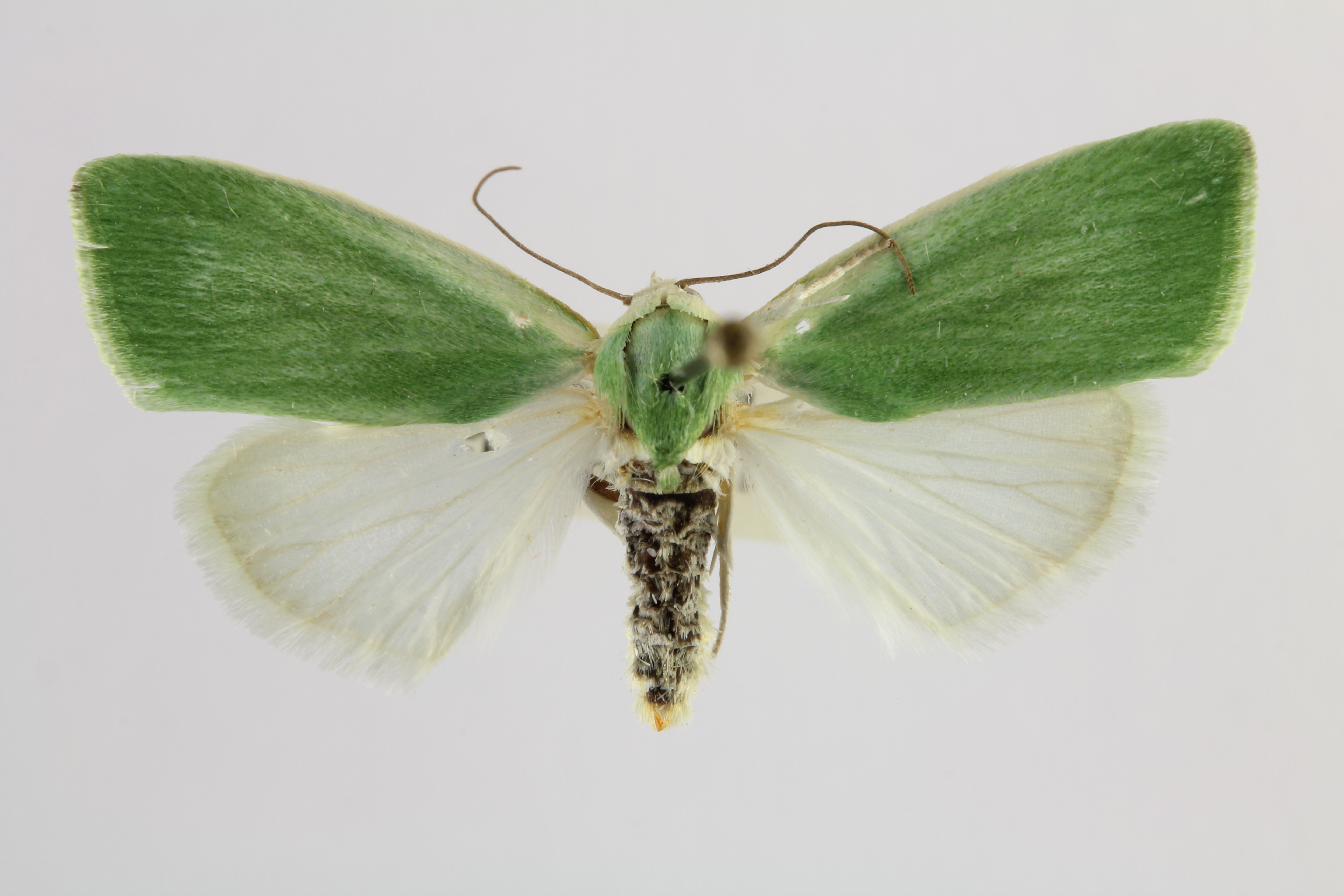
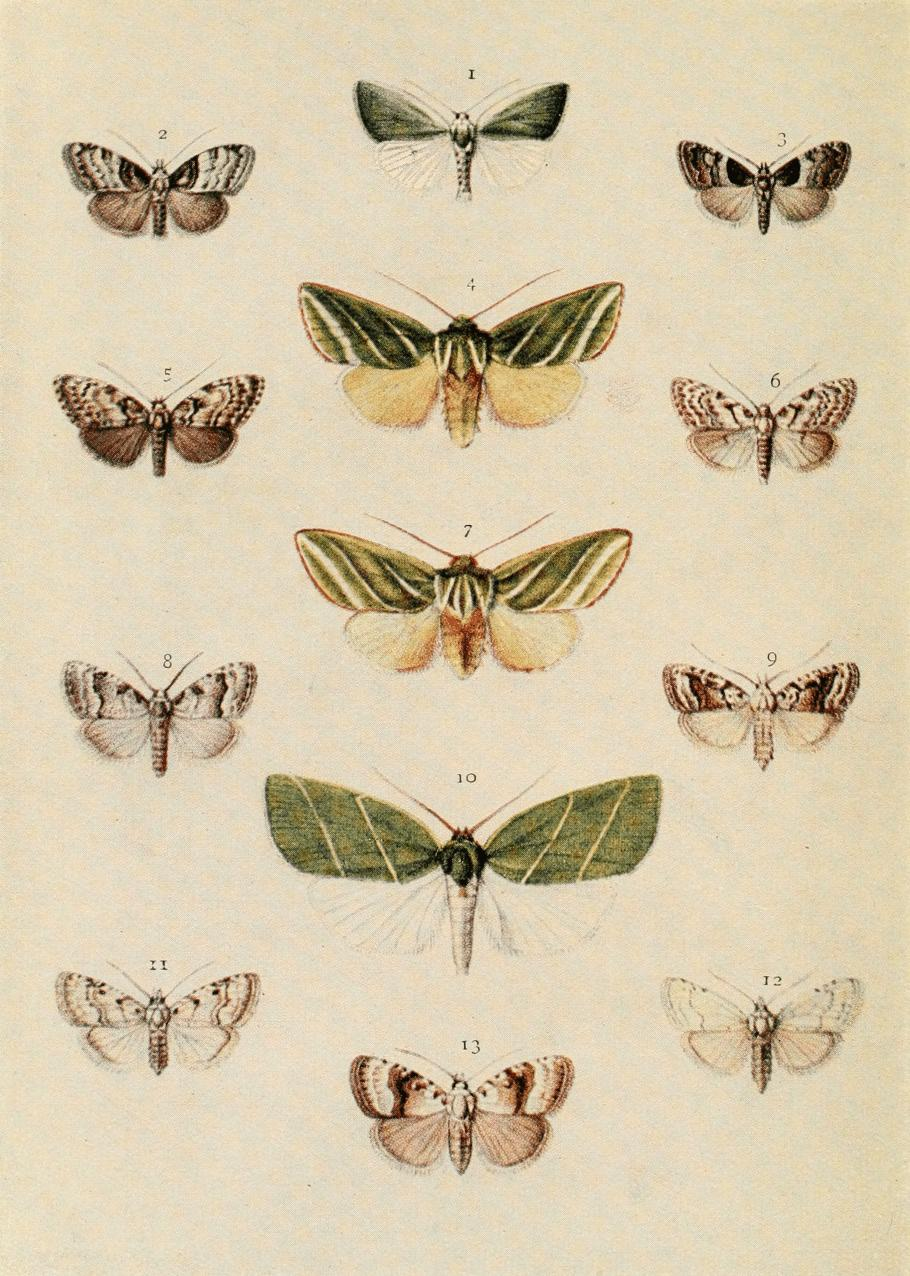